# کارول گریدر
کارولین ویدنی "کارول" گریدر (به انگلیسی: Carolyn Widney "Carol" Greider) زیست‌شناس آمریکایی، پژوهشگر، استاد دانشگاه و برندهٔ نوبل پزشکی سال ۲۰۰۹ است.
کارول گریدر، دکترایش را سال ۱۹۸۷ زیرنظر دکتر الیزابت بلک‌برن، در دانشگاه کالیفرنیا در برکلی گرفت و یک دوره فوق‌دکتری در آزمایشگاه کلداسپرینگ، گذراند و اکنون نیز استاد گروه زیست‌شناسی مولکولی و ژنتیکی دانشکده پزشکی دانشگاه جانز هاپکینز است.

## جایزه نوبل پزشکی
یکصدمین جایزهٔ نوبل پزشکی، به کارول گریدر، جک ژوستاک و الیزابت بلک‌برن، به خاطر پژوهش‌هایشان در زمینهٔ کشف مکانیزم حفاظت تلومر از کروموزوم‌های خطی، اهدا خواهد شد.